# بیسنته مولینا فوش
بیسنته مولینا فوش (اسپانیایی: Vicente Molina Foix‎)؛ زادهٔ ۱۸ اکتبر ۱۹۴۶) یک کارگردان فیلم و نویسنده اهل اسپانیا است. وی برنده جایزه ملی رمان شده است. فوش در دانشگاه کمپلوتنسه مادرید و دانشگاه لندن تحصیل نموده است.